# Antonio Brancaglion Junior
Antonio Brancaglion Junior (15 de janeiro de 1964 – Rio de Janeiro, 31 de março de 2021) foi um arqueólogo brasileiro, especialista em egiptologia. 
Era professor do Museu Nacional da Universidade Federal do Rio de Janeiro (MN/UFRJ) e pesquisador visitante no Institut Français d'Archéologie Orientale do Cairo (IFAO), sendo o primeiro a obter o mestrado e o doutorado em Arqueologia Egípcia pela Universidade de São Paulo (USP), o primeiro sul-americano a integrar o Institut Français d'Archéologie Orientale du Caire e o primeiro brasileiro a integrar o CIEPEG - Comité Internacional pour l'Égiptologie du Conseil Internacional des Musées.
foi professor e orientador do mestrado em Arqueologia do Museu Nacional, professor e orientador do programa de pós-graduação do Departamento de Letras Orientais/FFLCH/USP e professor colaborador do curso de pós-graduação em história da arte na FAAP.
Tinha amplaexperiência na área de arqueologia, com ênfase em arte egípcia, atuando principalmente nos seguintes temas: Egito Antigo, arqueologia egípcia, crenças funerárias egípcias, arte egípcia e egiptologia.

## Formação
Possui graduação em Ciências Políticas e Sociais pela Fundação Escola de Sociologia e Política de São Paulo (1987), mestrado em Ciência Social (Antropologia Social) pela Universidade de São Paulo - Arqueologia e Religião Funerária: A Propósito do Acervo Egípcio do Museu de Arqueologia e Etnologia (1993), doutorado em Ciência Social (Antropologia Social) pela Universidade de São Paulo - O Banquete Funerário no Egito Antigo, Tebas e Saqqara: tumbas privadas do Novo Império (1570 - 1293 a.C.) (1999), ambos sob a orientação da professora doutora Haiganuch Sarian, e pós-doutorado no Institut Français d'Archéologie Orientale du Caire (2008). 

## Morte
Antonio morreu em 31 de março de 2021, no Rio de Janeiro, aos 57 anos, devido a um câncer.

## Principais produções técnicas
- Assessoria Científica - O Egito sob o Olhar de Napoleão. Itaú Cultural (Museu do Louvre e Museu Nacional / UFRJ). 2010.
- Curadoria Associada a DELANGE, E. - Egito Faraônico, Terra dos Deuses. MASP (Museu do Louvre). 2002.
- Curadoria Associada a DELANGE, E. - Tempo, Matéria e Permanência. O Egito na Coleção Eva Klabin Rapaport. Casa França-Brasil / Rio de Janeiro. 2002.
- Curadoria Associada a DOCTORS, M. - Tempo, Matéria e Permanência. O Egito na Coleção Eva Klabin Rapaport. MASP. 2001.
- Curadoria Associada a BONNEFOIS, G. P. ; BOVOT, J. L. - A Arte no Tempo dos Faraós. FAAP (Museu do Louvre). 2001.
- Curador - Egito. Coleção MASP. Doação Lina e Pietro Maria Bardi. MASP. 2001.
- Elaboração de Exposição Permanente e Colaborador - Egito Antigo. Museu de Arqueologia e Etnologia - MAE / USP. 2001.
- Assessoria Científica e Elaborador - A Escrita no Mundo Antigo. Centro Universitário Maria Antonia / USP. 1998.
- Assessoria Científica - Cerâmicas Antigas da Quinta da Boa Vista. Museu de Belas Artes / Rio de Janeiro. 1995.
- Assessoria Científica, Elaborador e Executor - Formas de Humanidades. Museu de Arqueologia e Etnologia - MAE / USP. 1993.

## Principais produções bibliográficas
- O Egito Antigo. São Paulo: Abril/Super Interessante, 2004. v. 1.
- Crenças e Práticas Funerárias do Egito Antigo. Rio de Janeiro: Sociedade Amigos do Museu Nacional, 2004.
- Egito Antigo. São Paulo: Museu de Arqueologia e Etnologia/USP, 2004.
- Manual de Arte e Arqueologia Egípcia. 1. ed. Rio de Janeiro: Sociedade dos Amigos do Museu Nacional, 2003. v. 1. 123 p.
- Tempo, Matéria e Permanência O Egito na Coleção Eva Klabin Rapaport. 1. ed. Rio de Janeiro: Casa da Palavra, 2002. v. 1. 222 p.
- Arte e Arquitetura no Egito Antigo. São Paulo: Cosac & Naif, 2002. (Tradução)
- ZIEGLER, C. ; DELANGE, E. "As Coleções Egípcias no Brasil/Les Collections Egyptiennes au Brésil". In: Museu de Arte de São Paulo; Museu do Louvre. (Org.). Egito Faraônico Terra dos Deuses. 1 ed. São Paulo: Takano, 2001, v. 1, p. 20-27.